# 临南镇
临南镇，是中华人民共和国山東省德州市临邑县下辖的一个乡镇级行政单位。

## 行政区划
临南镇下辖以下地区：
宫家村、石家村、杨香村、广旺村、李屯村、双丰社区村、夏口社区村、刘双庙社区村、河沟社区村、富源社区村、齐集社区村、齐心社区村、同心社区村、三星社区村、团结社区村、清凉社区村、宁楼社区村、旭升社区村、振兴社区村、和谐社区村、新华社区村、新星社区村和胜利社区村。